# Juan Anchorena

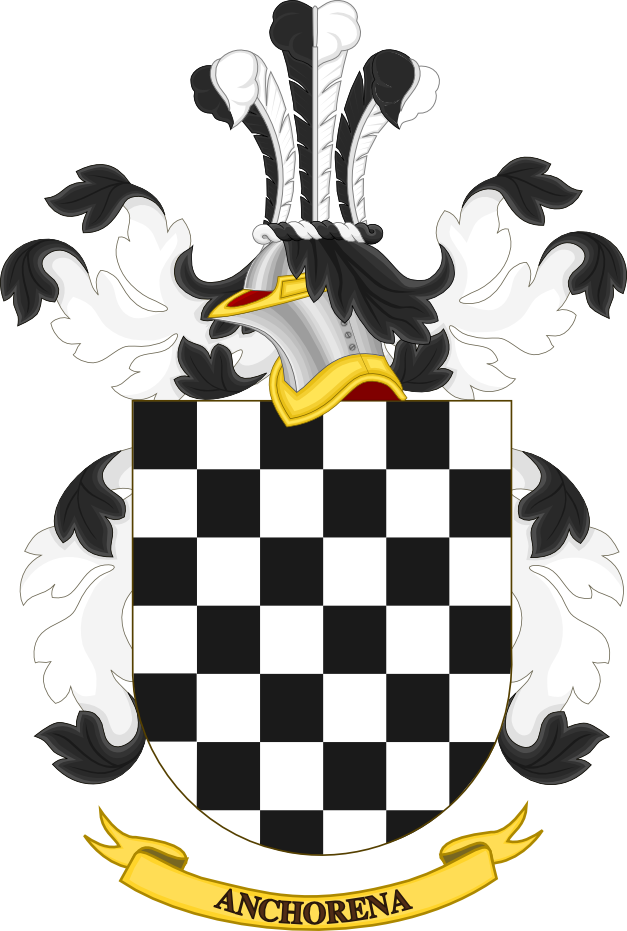
Escudo de Armas de la familia Anchorena

Juan Anchorena (también conocida como Urquiza o Estación Urquiza)
, es una localidad del partido de Pergamino, provincia de Buenos Aires, República Argentina. Se ubica a la vera de la ruta nacional 8, distando 17 km de la ciudad de Pergamino (cabecera de partido), 32 km de Arrecifes y 207 km de Buenos Aires.

## Población
Cuenta con 976 habitantes (Indec, 2010), lo que representa descenso del 5% frente a los 1028 habitantes (Indec, 2001) del censo anterior. Tenía como en todas las demás poblaciones del partido, un nivel de ocupación de las viviendas particulares inferior al 2 %; mientras en la cabecera era del 90 %  (enlace roto disponible en Internet Archive; véase el historial, la primera versión y la última).
| Gráfica de evolución demográfica de Juan Anchorena entre 1991 y 2010 |
|                                                                      |
| Fuente: Censos nacionales del INDEC                                  |

## Ferrocarril
- Estación Urquiza

## Toponimia
Toma el nombre del fundador del pueblo, Juan Anchorena.

## Economía
La principal actividad económica es la agricultura y las actividades relacionadas como el acopio de cereales y oleaginosas, producción de aceites, etc.
También se encuentra la fábrica de contrapesos SOLMI que emplea alrededor de 40 personas.

## Educación
Jardín de infantes, la aP0a pr y la EES 'Instituto Juan Anchorena' que funcionan en el mismo edificio. d cabecera.

### Escuela N.º 15 Lucila Anchorena de Urquiza
Fue inaugurada oficialmente el 18 de septiembre de 1899; comenzando a funcionar en junio de 1899 iniciando las clases el día 5. La escuela fue instalada en los días 2 y 3 de junio.
Su emplazamiento primigenio fue en el propio Pergamino, en la Av. Julio A. Roca 112 entre calles Azcuénaga y Moreno, en casa de propiedad del vecino Esteban Trincavelli, a quien se le abonaba un alquiler de cincuenta pesos mensuales. La escuela pertenecía a la "Categoría Infantil de Varones" y su primer director fue el italiano Vicente L. Marino, a cargo además de 2.º y 3.er. grado, contando con un subdirector encargado de primer grado, Francisco Fernández de nacionalidad española. La matrícula inicial de este establecimiento educativo fue de 74 alumnos, y al finalizar 1899, ya superaba los 100 alumnos.
Mientras tanto, en la estación Urquiza se planteaba la necesidad de contar con un edificio acorde a la escuela pública que atendiera las necesidades educativas de la población.
Así lo había comprendido, en su momento, Lucila Anchorena de Urquiza, quien dona las parcelas escrituradas a favor del Ministerio de Educación de la provincia de Buenos Aires. Dichos terrenos junto a los de la capilla, Destacamento Policial y casa municipal, fueron asignados a tal fin previo a la planificación urbana del pueblo entre 1927 y 1929.
En 1933, por disposición del Ministerio de Educación y atendiendo a las necesidades de la localidad, se traslada la Escuela 15 del casco urbano de Pergamino a la localidad de Urquiza, donde comienza a funcionar en una casa de familia en condición de préstamo. Recién en 1950 se cumple el sueño de Lucila Anchorena, durante la presidencia de Juan Domingo Perón, al lograr que el edificio propio se levante en los terrenos donados y a partir de esa fecha, el establecimiento escolar lleva el nombre de su benefactora.
A través del tiempo la escuela fue creciendo y el edificio sufrió diversas modificaciones, en función del aumento de la población escolar.
En 1980 se realiza una primera ampliación y en 1993 la segunda. Una tercera ampliación, de considerables dimensiones, se produce en 1996 durante el gobierno provincial de Eduardo Duhalde, en función de la reforma educativa y la implementación de los dos turnos escolares.
En 2006, esta escuela centenaria, alberga a 186 alumnos, de 1.º a 9.º grado, de la localidad rural de Urquiza y sus alrededores, funciona en dos turnos. En 1997, cuando la ampliación estuvo concluida, se designa padrino de la institución a Juan Alfredo Lagos Mármol, nieto de la benefactora de la entidad y a su vez colaborador de la escuela.
Las directoras que cumplieron sus funciones durante estos cien años de vida de la Escuela 15 fueron:
- Thelma Santoro
- Delia Betrán
- Mabel Naranjo
- Norma Elizalde
- J. Doctorovich
- A. Zamora
- E. González
- Elvira de Santili
- Gloria Mollo de Badia
- Julia Carunchio

## Deportivas y sociales
- Funciona el football Club Recreativo Juan Anchorena, afiliado a la Liga de Fútbol de Pergamino, con categorías infantiles (2013,2015 y 2017/18), futsal, sénior y futbol femenino en primera división. En el club también se practica vóley (desde mini vóley hasta mami y maxi vóley), EFI (de 3 a 7 años) Zumba, Tela, Patín, Taekwondo, Tenis, BW Training, Boxeo y Bochas.